# Bitka pri Gloucesterju (1777)
Bitka pri Gloucestru je bila spopad, ki se je odvijal med 25. novembrom 1777 in zgodnjim jutrom 26. novembra 1777 med filadelfijsko kampanjo ameriške revolucionarne vojne. To je bilo prvo samostojno bojišče za markiza de Lafayetta.

## Ozadje
Sredi leta 1777 je britanski general William Howe začel načrt za ponovno pridobitev nadzora nad britanskimi uporniškimi trinajstimi kolonijami z zavzetjem Filadelfije, mesta, kjer se je sestal drugi kontinentalni kongres. Septembra 1777 je mesto uspešno zavzel, nato pa je oktobra, ko je utrdil svoj poveljniški položaj z odbijanjem napada kontinentalnae armade generala Georgea Washingtona v bitki pri Germantownu poskušal prevzeti nadzor nad reko Delaware vse do mesta, od katerega je bila njegova vojska odvisna za oskrbo.
Potem ko je bil napad hesenskih vojakov na utrdbo Mercer, eno glavnih obrambnih točk na newjerseyjski strani reke, odbit v bitki pri Red Banku, je Howe poslal del svoje vojske čez Delaware v okrožje Gloucester v New Jerseyju pod poveljstvom Charlesa Cornwallisa, lorda Cornwallisa, da bi zavzeli utrdbo Mercer. Washington se je na to odzval z odhodom sil pod poveljstvom generala Nathanaela Greena čez reko Delaware, severno od Gloucestra.
Greena je spremljal markiz de Lafayette, mladi francoski častnik, ki je spremljal Washingtona v bitki pri Brandywinu. Lafayette je bil v tej bitki ranjen v stopalo in čeprav rana še ni bila popolnoma zaceljena, se je želel pridružiti akciji. Greene je Lafayetteu ukazal, naj se odpravi na izvidniško misijo, da bi ugotovil lokacijo in moč Cornwallisove vojske.

## Bitka
Lafayette je vodil 350 mož proti britanskim položajem. Skrbno je izvidoval Cornwallisov britanski tabor in se včasih osebno približal strelskemu dosegu britanskih stražarjev. Nato je svoje može presenetljivo pognal v napad na prednji varnostni položaj jägerjev. 400 hesijskih vojakov je bilo ujetih popolnoma nepripravljenih in so se začeli neorganizirano umikati proti glavnemu britanskemu taboru, Lafayette in njegovi možje pa so jih zasledovali. Cornwallis je poslal nekaj grenadirjev, da bi zagotovili kritje z ognjem, medtem ko so se Nemci umikali, Lafayette pa se je umaknil pod okriljem teme in se vrnil v Greene.

## Posledice
Lafayetteova izvidnica je bila uspešna. Utrpel je le enega mrtvega in pet ranjenih, medtem ko je bilo na britanski strani 60 žrtev. Novica o operaciji je bila ključna za odločitev Kongresa, da mu podeli čin generalmajorja v kontinentalni vojski.